# Solägget
Solägget är en barnbok och bilderbok från 1932, skriven och illustrerad av Elsa Beskow. Boken handlar om en liten skogsälva som dansar årtidsdanser. En dag hittar hon ett stort gult klot i skogen och drar genast slutsatsen att solen måste ha lagt ett ägg som sedan trillat ner från himlen. Älvan och hennes vänner försöker tillsammans lista ut var ägget kommer ifrån.